# Stolen Goods (film, 1924)

Stolen Goods est un court métrage américain muet en noir et blanc réalisé par Leo McCarey et sorti en 1924.

## Synopsis
Inconnu.

## Fiche technique
- Réalisation : Leo McCarey
- Producteur : Hal Roach
- Date de sortie :
  - États-Unis : 29 juin 1924
- Durée : 10 minutes
- Genre : comédie

## Distribution
- Charley Chase : Jimmy Jump
- Marie Mosquini : Imogene Perkins
- Billy Engle
- Sidney D'Albrook
- Jack Gavin
- Templar Saxe
- August Tollaire
- Leo Willis
- 'Tonnage' Martin Wolfkeil
- Noah Young